# دن وایت
دن وایت (انگلیسی: Dan White؛ ‏ ۲ سپتامبر ۱۹۴۶ – ۲۱ اکتبر ۱۹۸۵) سیاستمدار اهل ایالات متحده آمریکا بود که شهردار سان فرانسیسکو جرج ماسکونی و یکی از اعضای شورای شهر به‌نام هاروی میلک را در ۲۷ نوامبر ۱۹۷۸ در تالار شهر سان فرانسیسکو با شلیک گوله به قتل رساند. او در دادگاه به قتل شبه‌عمد محکوم شد و ۵ سال از ۷ سال دوران محکومیت خود را در زندان طی کرد و آزاد شد. در کمتر از ۲ سال پس از آزادی، او دوباره به سان فرانسیسکو بازگشت و کمی بعد خودکشی کرد.

## زندگی حرفه‌ای
او در جریان جنگ ویتنام در نیروی زمینی ایالات متحده آمریکا خدمت کرد و مابین سال‌های ۱۹۶۹ تا ۱۹۷۰ گروهبان لشکر ۱۰۱ هوابرد بود و در سال ۱۹۷۱ با افتخار ترخیص شد. وی پس از جنگ مدتی به‌عنوان یک نگهبان در انکوریج آلاسکا کار کرد و سپس به سان فرانسیسکو آمد و به اداره پلیس سان فرانسیسکو پیوست. طبق گزارش روزنامهٔ اس‌اف ویکلی، او ظاهراً پس از گزارش افسری دیگر مبنی بر ضرب و شتم یک مظنون دستبندزده، مجبور به استعفا از نیروهای پلیس شد. وایت سپس به سازمان آتش‌نشانی سان فرانسیسکو پیوست و در آنجا یک زن و نوزادش را از آپارتمانی در طبقه هفتم نجات داد. روزنامه‌های شهر از او به عنوان «پسر تمام آمریکایی» یاد می‌کردند.
وایت در سال ۱۹۷۷ از بخش ۸ سان فرانسیسکو به عضویت «هیئت نظارت شهرداری سان فرانسیسکو» درآمد. او برای این رقابت انتخاباتی حمایت کامل سندیکای آتش‌نشانان و نیروهای پلیس را به‌همراه داشت. نیویورک تایمز نوشت وایت به عنوان نمایندهٔ هیئت نظارت، خود را «مدافع خانه، خانواده و زندگی مذهبی علیه همجنس‌بازان، مصرف‌کنندگان ماری‌جوآنا و کَلبی‌ها» می‌دانست. وی دیدگاه متناقضی هم دربارهٔ حقوق ال‌جی‌بی‌تی داشت.
اندکی بعد و به‌دنبال اختلاف نظر بر سر یک مرکز پیشنهادی ترک اعتیاد در منطقه میشن، وایت با هاروی میلک و همچنین سایر اعضای هیئت مدیره دچار درگیری شدید و متمادی شد. در ۱۰ نوامبر ۱۹۷۸، وایت از سمت خود به عنوان سرپرست هیئت نظارت شهرداری استعفا داد. دلایلی که او برای استعفای خود ذکر کرد، نارضایتی از اعمال فاسد سیاستمداران سان فرانسیسکو و همچنین گرفتاری‌های مالی و سختی زندگی بدون دریافت حقوق از ادارهٔ پلیس یا آتش‌نشانی بود، مشاغلی که او نمی‌توانست به‌طور قانونی در حین خدمت به عنوان سرپرست هیئت نظارت حفظ کند. وایت یک دکه مواد غذایی فروش سیب‌زمینی تنوری در اسکله ۳۹ باز کرده بود که نتوانست سودآور باشد. او در ۱۴ نوامبر پس از مشورت و لابی کردن با هوادارانش از تصمیم خود برگشت و بر آن شد تا استعفای خود را برای انتصاب مجدد در مقام قبلی، از شهردار جرج ماسکونی پس بگیرد. ماسکونی ابتدا با درخواست وایت موافق بود، اما بعداً به اصرار هاروی میلک و دیگران، این درخواست را رد کرد.
در ۲۷ نوامبر ۱۹۷۸، وایت که از رفتار همکاران خود عصبانی بود، به ساختمان شهرداری رفت و قصد داشت نه تنها ماسکونی و میلک، بلکه دو سیاستمدار دیگر سان فرانسیسکو، ویلی براون رئیس مجلس کالیفرنیا (که خود بعداً شهردار شد) و کارول روث سیلور را بکشد چرا که این دو نیز با شهردار لابی کرده بودند تا وایت به شغل سابق خود برنگردد. وایت با یک هفت‌تیر مدل ۳۶ اسمیت و وسون و ده گلوله، از پنجرهٔ زیرزمین به داخل ساختمان پرید. او با ورود به ساختمان از پنجره، توانست از فلزیاب‌های جدیداً نصب‌شده اجتناب کند. وایت پس از ورود به دفتر ماسکونی، درخواست کرد که مجدداً به‌عنوان سرپرست هیئت نظارت شهرداری به کار بازگردانده شود. وقتی ماسکونی نپذیرفت، وایت به شانه، سینه و دو بار به سر او شلیک کرد. سپس به سمت دفتر میلک رفت، اسلحه را دوباره پر کرد و پنج بار به میلک شلیک کرد و دو گلوله آخر را با چسباندن لوله هفت‌تیر به جمجمه میلک خالی کرد. وایت سپس از شهرداری گریخت و در ایستگاه پلیس شمالی، همانجا که قبلاً افسر پلیس بود، تسلیم پلیس شد. در حین مصاحبه، وایت طی اعترافی اشک‌آلود گفت: «من فقط به او شلیک کردم.»
در دادگاه، تیم دفاعی وایت استدلال کرد که وضعیت روانی او در زمان قتل، به دلیل اختلال افسردگی عمده در شکل طبیعی خود برای یک تصمیم‌گیری عاقلانه نبوده است. وکلای او استدلال کردند که بنابراین او سوءنیت قبلی برای قتل نداشته، و بنابراین از نظر قانونی، جرم قتل درجه یک ندارد. مارتین بلایندر، روان‌پزشک قانونی شهادت داد که وایت چندین نشانهٔ رفتاری افسردگی را داشت، از جمله این واقعیت که وایت از یک زندگی و تغذیه بسیار سالم، به مصرف غذاها و نوشیدنی‌های بسیار شیرین روی آورده بود. روزنامه‌های منطقه این دفاعیه را «دفاع پوشالی» نامیدند. هنگامی که دادستان نوار اعترافات وایت را پخش کرد، چندین عضو هیئت منصفه گریستند و آن را «مردی که بیش از حد تحملش دچار فشار شده» نامیدند. در انتها وی به قتل شبه‌عمد محکوم شد و دادگاه برایش ۷ سال حبس در نظر گرفت. خشم جامعهٔ همجنس‌گرایان سان فرانسیسکو به‌دنبال این حکم، باعث ناآرامی‌های موسوم «شورش‌های شب سفید» شد. تحقیر و تنفر عمومی برای این حکم منجر به حذف قانون «کاهش قدرت تصمیم‌گیری» در کالیفرنیا شد. در ژوئن ۱۹۷۹، روان‌پزشک آمریکایی توماس ساس، که یکی از منتقدان روان‌پزشکی قانونی موجود بود، برای مخاطبان زیادی در سان فرانسیسکو سخنرانی کرد و این حکم را «مضحکه و هجو عدالت» خواند و آن را ناشی از ادلهٔ «کاهش قدرت تصمیم‌گیری» دانست.
در سال ۱۹۹۸، فرانک فالزون، بازرس قتل پلیس سان فرانسیسکو که وایت پس از قتل، خود را به او تسلیم کرده بود، گفت که در سال ۱۹۸۴ با وایت ملاقات کرده و در این ملاقات وایت به نیت قبلی خود برای کشتن براون و سیلور به همراه ماسکونی و میلک اعتراف کرده بود. فالزون به نقل از وایت گفت: «من در حین انجام یک مأموریت بودم. من دنبال چهار نفر از آنها بودم. کارول روث سیلور؛ او مارِ خوش خط و خال اصلی بود… و ویلی براون، او مغز متفکر کل ماجرا بود.» فالزون گفت که حرف‌های وایت را کاملاً باور کرده و اظهار داشت: «انگار با یک پتک به سر من زدند… همان‌جا متوجه شدم که این یک قتلِ عمد بوده است».
وایت پنج سال از دوران محکومیت هفت ساله خود را در زندان ایالتی سولِـداد گذراند و در ۷ ژانویه ۱۹۸۴ آزاد شد. از ترس اینکه ممکن است به انتقام جنایاتش به قتل برسد، مقامات مخفیانه او را به لس آنجلس منتقل کردند، جایی که او یک سال با آزادی مشروط سپری کرد. در پایان آزادی مشروط، وایت به دنبال بازگشت به سان فرانسیسکو بود. فاینشتاین که اکنون شهردار منتخب شده بود، از او خواست که برنگردد زیرا انجام این کار مککن بود امنیت عمومی را به خطر اندازد. جوئل واکس، یکی از اعضای شورای شهر لس آنجلس، نیز استدلال کرد که وایت باید از لس آنجلس دور نگه داشته شود. وایت در نهایت به سان فرانسیسکو بازگشت و تا مدتی با همسر و فرزندانش در آنجا مشغول زندگی شد.
سرانجام در ۲۱ اکتبر ۱۹۸۵، کمتر از دو سال پس از آزادی، وایت در گاراژ منزلش، با گاز مونوکسید کربن خود را کشت. او را در گورستان ملی گلدن گیت در سان برونو، با یک سنگ قبر سنتی ساخته‌شده توسط دولت که برای کهنه‌کاران جنگ ساخته می‌شد، به خاک سپردند. او در زمان مرگ دو پسر و یک دختر داشت.
از فیلم‌ها یا برنامه‌های تلویزیونی که به نحوی به او اشاره کرده‌اند، می‌توان به یکی از قسمت‌های سریال نظم و قانون و همچنین فیلم‌های میلک، جدال در آفتاب، زمانه هاروی میلک و این زمین مال من است اشاره کرد.